# Радіус Вігнера-Зейца
Радіус Вігнера-Зейца {\displaystyle r_{s}} — параметр речовини, радіус сфери, що в середньому припадає на один атом .  Свою назву отримав від прізвищ Юджина Вігнера та Фредеріка Зейца. Часто використовується в фізиці конденсованих середовищ. 
{\displaystyle r_{s}=\left({\frac {3}{4\pi n}}\right)^{1/3}\,,}
де {\displaystyle n} — густина частинок (валентних електронів).
Зазвичай наводиться в радіусах Бора. 
Значення {\displaystyle r_{s}} для деяких одновалентних металів:
| Елемент | {\displaystyle r_{s}/a_{0}} |
| ------- | --------------------------- |
| Li      | 3.25                        |
| Na      | 3.93                        |
| K       | 4.86                        |
| Rb      | 5.20                        |
| Cs      | 5.62                        |

## Виноски
1. ↑  Girifalco, Louis A. (2003). Statistical mechanics of solids. Oxford: Oxford University Press. с. 125. ISBN 978-0-19-516717-7.
2. ↑    - Ashcroft, Neil W.; Mermin, N. David (1976). Solid State Physics. Holt, Rinehart and Winston. ISBN 0-03-083993-9.